# Montpellier Business School
Montpellier Business School es una escuela de negocios internacional y una de las principales Grandes Escuelas en Francia. Establecida en 1897. Posee campus propios en Montpellier.
Es considerada una de las mejores escuelas de negocios en Europa. En 2019, su principal programa, el Master in Management, fue clasificado como el número 55 del mundo según el Financial Times.
Sus programas cuentan con la triple acreditación internacional de EQUIS, AACSB y AMBA. La escuela cuenta con numerosos alumnos notables en el campo de los negocios y la política, incluyendo varios CEO's, y el exministro francés Eric Besson.
La escuela, con una red de 17 700 antiguos alumnos.[cita requerida]
La escuela es particularmente renombrada por su Master in Management y el Executive MBA.